# Prințul Ferdinand-Filip al Franței
Ferdinand Filip d'Orléans (n. 3 septembrie 1810, Palermo, Regatul celor Două Sicilii – d. 13 iulie 1842, Neuilly, Seine, Franța) a fost Prinț Regal al Franței, fiul cel mare a regelui Ludovic-Filip al Franței și a Prințesei Maria Amalia de Bourbon-Sicilia.

## Primii ani
Născut la Palermo în septembrie 1810, în timpul exilului părinților săi, el a primit titlul de Duce de Chartres (și a fost numit Chartres în cercul familiei). A fost botezat Ferdinand Philippe Louis Charles Henri și cunoscut ca Ferdinand Philippe în onoarea bunicilor săi: Ferdinand I al celor Două Sicilii și Philippe Égalité. În ciuda faptului că a fost născut în exil, el a deținut rangul de prinț de sânge. Ca fiul cel mare, el era moștenitorul titlului de Duce de Orléans și de șef al Casei de Orléans (o ramură a Casei de Bourbon fondată de singurul frate al regelui Ludovic al XIV-lea).
Tânărul prinț a vizitat Franța pentru prima dată în 1814 în timpul Primei Restaurații, stabilindu-se permanent în 1817. În 1819 tatăl său i l-a ales ca preceptor pe M. de Boismilon. La cinci ani, facultățile sale intelectuale erau dezvoltate: el vorbea și scria în franceză și germană, avea noțiuni de aritmetică, istorie și a început latina. Apoi tatăl său l-a înscris la Collège Henri-IV în 1819 deoarece dorea ca fiul său să primească o educație liberală fondată pe egalitatea completă cu colegii lui elevi. După o călătorie în Anglia și în Écosse în 1819, a plecat la Lunéville pentru a se alătura regimentului nr.1 de husari, unde avea rangul de colonel. 
1. 1 2 3  Union List of Artist Names, 24 septembrie 2020, accesat în 21 mai 2021
2. ↑  Autoritatea BnF, accesat în 10 octombrie 2015